# Wasserturm (Sélestat)

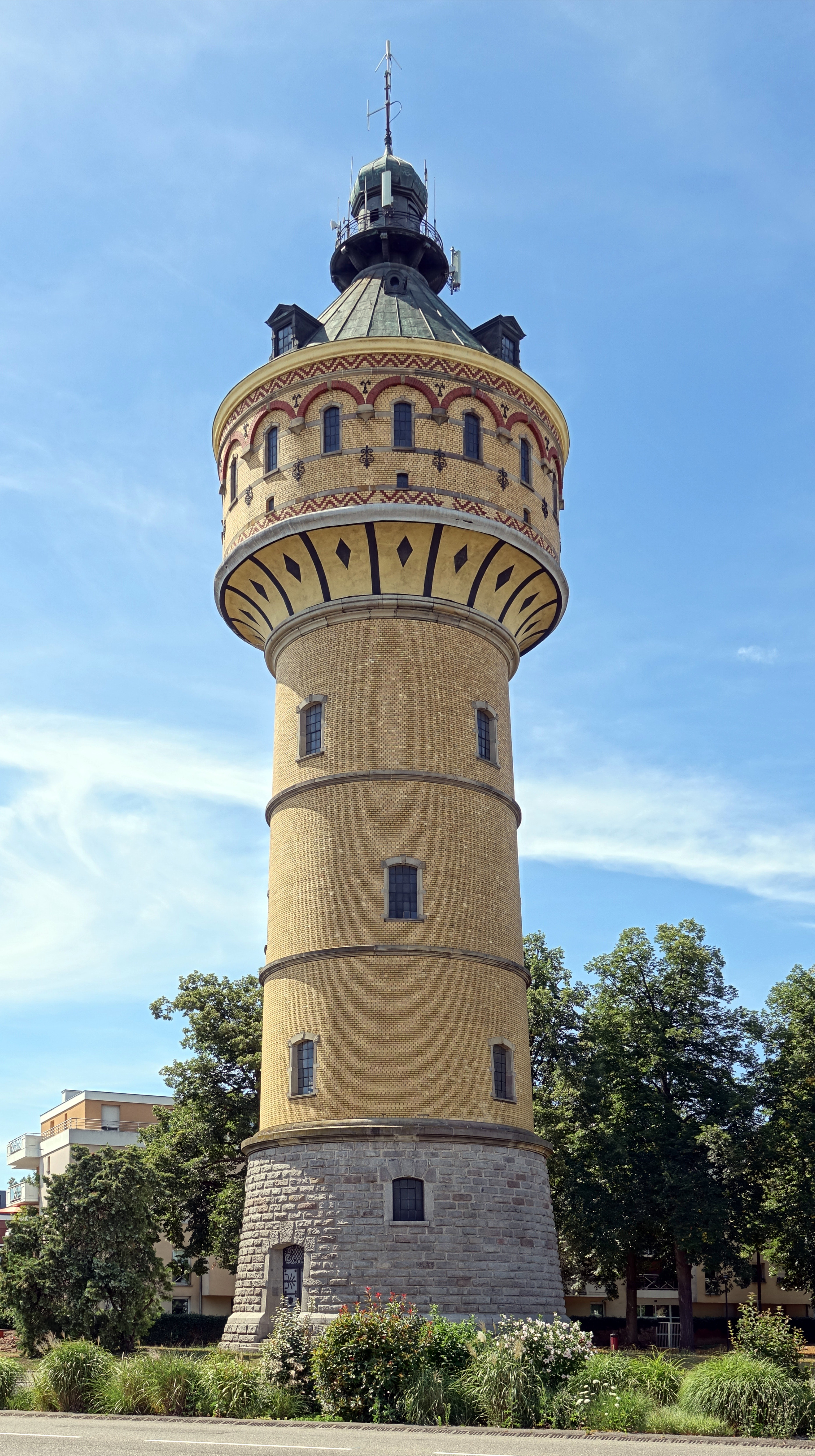
Wasserturm in Schlettstadt

Der Wasserturm in Schlettstadt, einer französischen Stadt im Département Bas-Rhin in der Region Elsass, wurde 1906/07 errichtet. Der Wasserturm an der Place du Général de Gaulle ist seit 1992 als Monument historique klassifiziert.

## Beschreibung
Der 48 Meter hohe Wasserturm hat ein Fassungsvermögen von 500 Kubikmetern. Er wurde unter der Leitung des Ingenieurs Behr, Beamter des Meliorationsamtes, gebaut. Als Vorbild diente der 1893 errichtete Wasserturm in Deventer (Niederlande).
Das Bauwerk erinnert an ein Beffroi im Stil der Neuromanik. Der Turm aus gelbem Ziegelstein wird von einem Kegeldach abgeschlossen.